# Bryconamericus thomasi
Bryconamericus thomasi är en fiskart som beskrevs av Fowler, 1940. Bryconamericus thomasi ingår i släktet Bryconamericus och familjen Characidae. Inga underarter finns listade.